# Luis Tosar
Luis López Tosar, född 13 oktober 1971 i Xustás, Galicien, är en spansk skådespelare.

## Utmärkelser
Tosar har bland annat vunnit två Goyapriset för bästa manliga huvudroll, 2004 och 2010.

## Roller i urval
- 2001 – Från himlen intet nytt
- 2002 – Måndagar i solen
- 2003 – Ta mina ögon
- 2006 – Cargo
- 2006 – Miami Vice
- 2009 – Cell 211
- 2010 – Till och med regnet
- 2010 – Mr. Nice
- 2015 – Den okände
- 2019 – Öga för öga
- 2021 – Maixabel
- 2022 – En los márgenes